# نيل فرانك
نيل فرانك (بالإنجليزية: Neil Frank)‏ هو صحفي أمريكي، ولد في 11 سبتمبر 1931 في كانساس في الولايات المتحدة.